# Bibliothèque nationale du Mexique
La bibliothèque nationale du Mexique (Biblioteca nacional de México en espagnol, ou BNM) se situe à Mexico, au sein du campus principal de l'Université nationale autonome du Mexique (UNAM).
Créée en 1867, après de nombreuses tentatives infructueuses, elle possède aujourd'hui plus d'1 250 000 documents. Elle constitue le plus grand répertoire bibliographique du Mexique et est dépositaire du dépôt légal.

## Histoire
La bibliothèque a été créée en 1867, à la suite d'un décret publié par le président Benito Juarez dans les locaux de l'église San Agustin. Elle est inaugurée en 1884. En 1914, la bibliothèque est rattachée à l'Université nationale autonome du Mexique (UNAM) et en fait partie intégrante en 1929. En 1967, est créé l'Institut de recherches bibliographiques (Instituto de investigaciones bibliograficas) pour l'administrer. En 1979, la bibliothèque nationale emménage dans de nouveaux locaux sur le campus de l'UNAM. Le fonds ancien reste dans l'église San Agustin jusqu'en 1993, date à laquelle le fonds est transféré dans des nouveaux locaux sur le campus universitaire près du bâtiment réservé au fonds contemporain.

## Missions
Le décret de 1867 fixe les prérogatives de la bibliothèque, parmi lesquelles le rôle de regrouper et signaler les ouvrages reçus au titre du dépôt légal.
Aujourd'hui la BNM a comme mission de publier la bibliographie nationale mexicaine, de préserver le patrimoine bibliographique national, de faciliter l'accès à l'information et à la documentation auprès du public, de promouvoir ses collections au travers de catalogues, bibliographies, expositions, pages web, ... et d'acheter les documents sur le Mexique publiés par des éditeurs étrangers. 

## Collections
Les collections de la BNM sont divisées en deux parties : le fonds ancien et le fonds contemporain.
Le fonds ancien est constitué d'environ 200 000 documents (ouvrages et manuscrits) précieux, rares ou anciens. Il n'est accessible qu'aux chercheurs.
Le fonds contemporain est accessible à toute personne de plus de 16 ans. Il est constitué de tous les types de documents publié depuis la fin du XIXe siècle. Différentes salles permettent l'accès aux documents : salle de lecture, phonothèque, vidéothèque, cartothèque, matériel pédagogique.

### Le Fonds Réservé (Fondo Reservado)
Le Fonds Réservé est constitué par le Fonds d'Origine, c'est-à-dire les collections avec lesquelles la Bibliothèque a commencé ses services en 1884, dans lesquelles se trouvent des incunables, des manuscrits et des livres imprimés en Europe jusqu'au début du XIXe siècle. Il est à noter que cette collection comprend les bibliothèques expropriées des couvents de Santo Domingo, San Francisco, del Carmen, San Joaquín, San Ángel, San Diego, San Fernando ; les bibliothèques des temples de San Agustín, Profesa, Merced et Porta Coeli, la chapelle d'Aránzazu, le Collège de San Pablo, l'Université royale et pontificale du Mexique, auxquels se sont ajoutés les fonds civils des ministères des Affaires étrangères, de la Justice, des Affaires ecclésiastiques et de l'Education publique et Développement. Dans le fonds réservé se trouve aussi La Sala Mexicana, qui comprend des livres et autres documents imprimés au Mexique du XVIe siècle (1554) à 1910. La collection mexicaine est très importante parce que le Mexique a été le premier pays d'Amérique où l'imprimerie a été établie et dont la production bibliographique du XVIe au XVIIIe siècle était la plus riche du continent américain. Les Collections spéciales font également partie du Fonds réservé ; la Collection Lafragua se distingue avec plus de 24 000 titres sur divers sujets de l'histoire du Mexique. Dans la section des Archives et des Manuscrits sont conservés, entre autres, ceux de Benito Juárez, Francisco I. Madero et des Franciscains de l'époque coloniale.

### Ledépôt légalau Mexique
Le dépôt légal au Mexique a une longue histoire qui peut être retracée au moins jusqu'en 1812, mais en raison des différents conflits sociaux et politiques du XIXe siècle et des deux premières décennies du XXe siècle, il était difficile à mettre en pratique. Le dépôt légal est aussi une preuve des efforts pour la création et la consolidation du patrimoine bibliographique mexicain. 
Décret CCLIV du 23 avril 1813 : deux exemplaires de tous les imprimés de la monarchie seront envoyés à la Biblioteca de Córtes.
2.	Décret du Congrès constitutif mexicain du 9 mars 1822 et du 22 avril 1822. Sur le nombre d'exemplaires qui doivent être envoyés au congrès de chaque publication réalisée. 
3.	Décret numéro 2929 du 30 novembre 1846. Sur la création d'une Bibliothèque nationale. Pour le constituer, chaque éditeur de la république enverra un exemplaire de chaque publication. 
4.	Décret n° 3392 du 16 janvier 1850 : que deux exemplaires de chaque imprimé soient envoyés au Ministère des Relations.
5.	Le décret du 14 septembre 1857 éteint l'Université du Mexique et ordonne que le bâtiment, les livres, les fonds et autres biens qui lui appartiennent, soient destinés à la constitution de la bibliothèque nationale dont parle le décret du 30 novembre 1856. En outre, tous les imprimeurs de la capitale seront tenus de contribuer à la Bibliothèque avec deux exemplaires des documents imprimés de toute nature qu'ils publient.
6.	Décret n° 6708 du 23 décembre 1869. Le ministère de la Justice ordonne aux imprimeurs d'envoyer deux exemplaires de leurs publications à la Bibliothèque nationale.
7.	Décret 7576 du 26 janvier 1877, le ministère du Développement ordonne que les imprimeurs, les lithographes et les bureaux de gravure soient avertis que tout travail géographique ou statistique imprimé, lithographiquement ou gravé, avec l'intention d'être publié, doit être envoyé au ministère du Développement en deux exemplaires, pour le département des statistiques et de cartographie qui a été formé pour usage public.
8.	Décret du 10 janvier 1900 ordonne aux imprimeurs d'envoyer deux exemplaires de leurs publications à la Bibliothèque nationale.
9.	Décret du 24 décembre 1936 par lequel les auteurs, éditeurs et imprimeurs du District fédéral et des Territoires sont tenus d'envoyer deux exemplaires des livres, journaux et magazines qu'ils publient à la bibliothèque du Congrès de l'Union.
10.	Le décret du 31 décembre 1957 prévoit que tous les auteurs, éditeurs et imprimeurs du pays ont l'obligation d'envoyer aux bibliothèques nationales et au H. Congrès de l'Union, deux exemplaires des livres de toutes sortes, journaux et revues publiés.
11.	Le décret du 11 janvier 1965 prévoit que les éditeurs de livres doivent envoyer deux exemplaires à la Bibliothèque nationale et au Congrès de l'Union de chacune des éditions des livres, périodiques et revues qu'ils publient à des fins commerciales.
12.	Décret du 8 juillet 1991 établissant l'obligation pour les éditeurs et producteurs de documents bibliographiques et documentaires de livrer des exemplaires de leurs ouvrages aux bibliothèques nationales et à la Bibliothèque du Congrès de l'Union.

## Numérisation des fonds
Plusieurs plateformes permettent l'accès aux fonds de la BNM :
- Biblioteca nacional digital de México (BNDM) pour découvrir une sélection de documents issus du fonds ancien.
- Hemeroteca nacional digital de México (HNDM) pour consulter le contenu de plus de 900 titres de périodiques à partir de 1722.

Participation à la plateforme Miguel de Cervantes-Biblioteca virtual et la Biblioteca virtual de las letras mexicanas.